# تیم ملی فوتبال نامیبیا
تیم ملی فوتبال نامیبیا نماینده کشور نامیبیا در مسابقات بین‌المللی و آفریقایی است که زیر نظر فدراسیون فوتبال نامیبیا فعالیت می‌کند.
اولین بازی رسمی این تیم در تاریخ ۱۶ مه ۱۹۸۹ میلادی در برابر تیم ملی فوتبال آنگولا برگزار شده است.